# Objektskatt
Objektskatt är en form av skatt som utgår på viss egendom och drabbar innehavaren av egendomen. Skatten skall betalas bara på grund av det faktum att personen äger egendomen i fråga, oavsett objektets faktiska värde och oavsett innehavarens personliga inkomst- och förmögenhetsförhållanden i övrigt. Ett exempel på objektskatt i Sverige är fastighetsskatt, som man betalar för att man äger en fastighet, även om den svenska fastighetsskatten på grund av systemet med taxeringsvärden också i viss mån, i alla fall teoretiskt, skall påverkas av objektets faktiska värde.